# 악셀 옥센셰르나

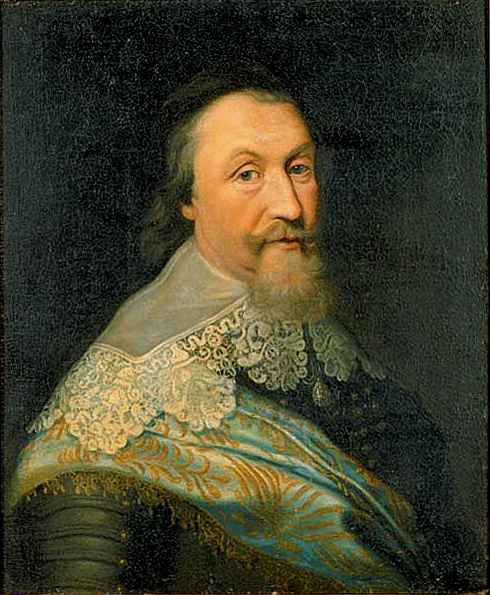
악셀 옥센셰르나

악셀 구스타프손 옥센셰르나(스웨덴어: Axel Gustafsson Oxenstierna, 1583년 6월 16일 ~ 1654년 8월 28일)는 스웨덴의 귀족, 정치인이다. 쇠데르뫼레(Södermöre) 백작을 역임한 스웨덴의 재상이며 스웨덴의 역사에서 중대한 영향력을 행사한 인물로 여겨진다.

## 생애
우플란드 지방에 위치한 포뇌(Fånö)에서 옥센셰르나 가문(Oxenstierna) 출신의 귀족인 구스타프 가브리엘손 옥센셰르나(Gustaf Gabrielsson Oxenstierna)와 비엘케 가문(Bielke) 출신의 귀족인 바르브로 악셀도테르 비엘케(Barbro Axelsdotter Bielke) 부부의 아들로 태어났다. 악셀 옥센셰르나의 아버지였던 구스타프가 사망한 이후에 악셀 옥센셰르나의 어머니였던 바르브로는 악셀(Axel)에게 크리스테르(Christer), 구스타프(Gustaf) 형제와 함께 해외로 유학할 것을 명령한다. 악셀 옥센셰르나의 형제들은 독일 로스토크 대학교, 비텐베르크 대학교(현재의 할레-비텐베르크 대학교), 예나 대학교에서 유학 생활을 했다.
악셀 옥센셰르나는 1603년에 스웨덴으로 귀국한 이후에 칼 9세 국왕으로부터 왕실 고문 대신으로 위촉되었고 1606년에는 추밀원(Riksrådet) 위원으로 위촉되었다. 악셀 옥센셰르나는 1611년에 사망한 칼 9세의 뒤를 이어 스웨덴의 국왕으로 즉위한 구스타브 2세 아돌프와의 협력 관계를 수립했다. 1612년 1월 6일에 구스타브 2세 아돌프 국왕으로부터 스웨덴의 총리로 임명된 이후에는 스웨덴의 정치, 군사, 행정, 무역, 통상 제도를 정비하는 한편 스웨덴의 외교 정책에서 큰 영향력을 행사했다.
1613년에는 덴마크와의 칼마르 전쟁을 종식시킨 크네레드 조약을 체결했다. 1617년에는 구스타브 2세 아돌프 국왕이 대관식을 치르면서 기사 계급을 받았다. 1626년에는 귀족원(Riddarhusordning)을 설립하면서 스웨덴의 귀족의 계층을 체계화했다. 1622년부터 1626년까지 리가 총독을 역임했고 1626년부터 1631년까지 프로이센 총독을 역임했다. 1629년에는 폴란드-리투아니아 연방과의 전쟁을 종식시킨 알트마르크 조약을 체결했다.
1631년 9월 17일에 일어난 30년 전쟁의 브라이텐펠트 전투에서는 구스타브 2세 아돌프 국왕을 보좌하는 역할을 수행했다. 1632년 11월 16일에 일어난 뤼첸 전투에서 구스타브 2세 아돌프 국왕이 사망한 이후에는 스웨덴의 독일 정책에서 중대한 역할을 수행했다.
구스타브 2세 아돌프의 유일한 딸이었던 크리스티나가 6세의 어린 나이에 스웨덴의 국왕으로 즉위한 이후에는 1644년까지 스웨덴의 섭정 역할을 수행했다. 1648년에는 스웨덴이 30년 전쟁을 종식시킨 베스트팔렌 조약을 체결하는 과정에서 영향력을 행사했다. 크리스티나 여왕이 친정을 시작한 이후에는 외교 정책, 종교 정책, 후계자 선정 문제를 놓고 갈등을 빚었지만 1650년부터 관계가 개선되었고 1654년에 스톡홀름에서 사망할 때까지 스웨덴의 총리로서의 확고한 지위를 유지했다.

## 같이 보기
- 스웨덴 제국
- 스웨덴의 소유지